# Вега-де-Еспінареда
Вега-де-Еспінареда (ісп. Vega de Espinareda) — муніципалітет в Іспанії, у складі автономної спільноти Кастилія-і-Леон, у провінції Леон. Населення — 2494 особи (2010).
Муніципалітет розташований на відстані близько 360 км на північний захід від Мадрида, 90 км на захід від Леона.
На території муніципалітету розташовані такі населені пункти: (дані про населення за 2010 рік)
- Бурбія: 62 особи
- Еспінареда-де-Вега: 20 осіб
- Ель-Еспіно: 81 особа
- Мореда: 39 осіб
- Пеносело: 5 осіб
- Сан-Мартін-де-Мореда: 51 особа
- Сан-Педро-де-Ольєрос: 137 осіб
- Сесамо: 344 особи
- Вальє-де-Фінольєдо: 207 осіб
- Вега-де-Еспінареда: 1533 особи
- Вільяр-де-Отеро: 10 осіб
- Ла-Бустарга: 5 осіб

## Демографія
Динаміка населення (INE ):